# Condyloderes multispinosus
Condyloderes multispinosus är en djurart som tillhör fylumet pansarmaskar, och som först beskrevs av McIntyre 1962.  Condyloderes multispinosus ingår i släktet Condyloderes och familjen Centroderidae. Arten är reproducerande i Sverige. Inga underarter finns listade i Catalogue of Life.